# Lidská migrace

Migrační saldo podle zemí kroku 2016

Lidská migrace je pohyb lidí z jedné oblasti do druhé s úmyslem se v nové oblasti dočasně či trvale usadit. Pohyb lidí obvykle probíhá na dlouhé vzdálenosti, přičemž překračuje hranice jednotlivých států, ale vnitřní migrace je také možná. Součástí migrace mohou být jednotlivci, rodiny anebo větší skupiny.
Sezonní pohyby nomádů nejsou obvykle považovány za migraci, protože jim chybí záměr usadit se v nové oblasti. Jen málo nomádských společenstev si udrželo svůj způsob života v moderní době. Mezi migraci také nejsou zahrnovány dočasné pohyby lidí za účely cestování, turistiky, náboženských poutí nebo dojíždění, protože opět chybí záměr se na novém místě usadit.
Podle Všeobecné deklarace lidských práv má „každý má právo volně se pohybovat a svobodně si volit bydliště uvnitř určitého státu”, stejně jako „opustit kteroukoli zemi, i svou vlastní, a vrátit se do své země”. Nejen tato práva jsou však při tranzitu, na mezinárodních hranicích i v zemích, kam migranti cestují, upírána.

## Demografie
Z demografického hlediska lze migrace vyjádřit několika ukazateli. Jedním z nich je migrační saldo (někdy též „čistá migrace“), které vyjadřuje rozdíl počtu přistěhovalých (imigrantů) a vystěhovalých (emigrantů) v dané oblasti. V závislosti na výsledku pak hovoříme buď o migračním růstu/zisku či o migračním úbytku/ztrátě. Změna počtu obyvatel způsobená migrací se vypočítá následovně:
{\displaystyle M=I-E}
kde M je migrační saldo, I je počet přistěhovalých a E je počet vystěhovalých osob. Celkový počet migrantů je uváděn jako migrační objem či migrační obrat, který je součtem počtu přistěhovalých a vystěhovalých v dané oblasti. Při stejných proměnných se vypočítá jako:
{\displaystyle M_{o}=I+E}
Podíl migračního salda a migračního objemu vyjadřuje index migračního salda či migrační účinnost (někdy je tento ukazatel označován i jako index atraktivity nebo index efektivity). Dosahuje hodnot od -1,0 do 1,0. Vypočítá se následovně:
{\displaystyle {\rm {M_{I}}}={\frac {I-E}{I+E}}}

### Imigrace

1 – imigrace
2 – emigrace
3 – reemigrace

Je výraz z pohledu cíle pohybu, tak jak to vidíme jako číslo jedna na ilustraci imigraci – přistěhování obyvatelstva. Právě o imigraci mluvíme, když jde o pohyb přes hranice státu či států, kde jsou podobné či stejné stejné ekonomické podmínky či platí podobné či stejné politické či náboženské zákony do státu, v němž jsou podmínky z některého zmíněného důvodu výrazně výhodnější. Například ve Spojených státech amerických (USA) můžeme mluvit o irské imigraci – připlutí lidí z Irska, méně často jako o lidech připluvších z Irska, o mexické imigraci – příchodu lidí z Mexika, méně často jako o lidech přišedších z Mexika. O skupinách lidí přišedších ze stejné země či části země se spíše mluví jako o lidech nějakého původu:
na příkladu opět Spojených států amerických (USA) můžeme mluvit o lidech irského či mexického původu.

### Emigrace
Je výraz z pohledu zdroje pohybu (odkud vychází), tak jak to vidíme jako číslo dva na ilustraci emigraci, vystěhování obyvatelstva. O emigraci mluvíme, když je ve hře prvek vůle – když lidé mají na vybranou. Pokud jde o akt, kdy si lidé nemohou vybrat nebo by museli změnit například náboženství, mluvíme o vyhnání a o exulantech a v některých souvislostech se spíše používá termín vyhnanci. Příčiny vystěhování opět mohou být ekonomické, politické nebo náboženské či kombinací několika. Na příkladu České republiky můžeme mluvit o československé emigraci, či několika československých emigracích – podle toho, zda máme na mysli souhrn či je chceme členit podle dat či událostí, před kterými nebo po kterých se konaly (předválečnou, poúnorovou, posrpnovou...), a můžeme mít na mysli samotný odchod (proces, pohyb) či lidé odchozí z Československa, podobně se například mluví o polské, o ruské či francouzské šlechtické emigraci.

### Reemigrace
Třetí případ je reemigrace, pohyb obyvatel, který zahrnuje emigraci a zpětnou imigraci.

### Migrace z oblastí konfliktů
V oblastech konfliktů, společenských (včetně politických) nebo ekonomických rozdílů migrace představují závažný socioekonomický problém. Migrace mohou být dobrovolné, kdy se jedná o přesun migrantů, který je úmyslný a záměrný. Důvodem může být například lepší studium, práce či za příbuznými. Nedobrovolná migrace představuje přesun migrantů, který nebyl předem z jejich strany vybrán dobrovolně. Příčinou mohou být například politické nebo náboženské důvody. Nedobrovolnou migraci lze dále rozdělit na vnucenou a vynucenou. Příčinou vnucené migrace je nerovnocenné postavení lidí ve společnosti, kdy jedna strana může druhé vnutit přesídlení. Příčinou vynucené migrace mohou být například povodně, epidemie a hladomor, tedy environmentální nebezpečí. Někdy nelze tyto dva druhy jednoznačně odlišit.
V současné době[kdy?] nejvíc emigrantů ve světě pochází z Afghánistánu (4 500 000) a Palestiny (4 123 000). Množství lidí, kteří žijí v jiném státě, než ve kterém se narodili, se odhaduje na 150 000 000 až 185 000 000. (Toto číslo závisí na způsobu výpočtu, tj. na to, kdo všechno je pod pojem „žijí“ zahrnut. Např. podle statistik USA stačí pobyt déle než jeden rok.) Před 30 lety bylo toto číslo zhruba poloviční. Populace některých států je tvořena z velké části právě těmito migranty, např. Austrálie (24 %), Kanada (17 %), Švédsko (12 %) a USA (přes 10 %). Mezi migrujícími lidmi výrazně převládají migrace dobrovolné. Uprchlíků a lidí žádajících o azyl bylo v roce 2002 asi 15 milionů, toto číslo proti stavu z roku 1993 mírně pokleslo (tehdy se jednalo o 16,3 milionu). OSN předpokládá, že v roce 2017 počet lidí, kteří nežijí v místě svého narození, překonal rekord. Dle jejich dat je nyní ve světě 244 milionů migrantů.
Ve většině států je velmi obtížné získat azyl, neboť jejich azylová politika je postavena na velmi důkladném zkoumání důvodů emigrace a úspěšnost žádostí o azyl se tak pohybuje v jednotkách procent, především z politických důvodů. Po dobu vyřizování žádostí žijí lidé ve zvláštních zařízeních, přičemž úroveň zde poskytovaných služeb je v řadě vyspělých států včetně USA velice nízká.
S ohledem na klesající populaci většiny vyspělých států se naskýtá otázka, jestli řízená migrace zejména vzdělanějších vrstev obyvatelstva není řešením hrozícího stárnutí obyvatelstva. Existují zde ovšem rozdíly kulturní a náboženské a v řadě případů též xenofobní nálady domácího obyvatelstva, obávajícího se ztráty zaměstnání a nárůstu kriminality.

## Další formy migrace

### Primitivní migrace
Primitivní migrace souvisí s přírodními silami, které negativně ovlivňují život člověka. Jedinec žijící ve špatném fyzickém prostředí má dvě možnosti, buď zajistit jeho nápravu k lepšímu nebo z tohoto prostředí odejít. Směr migrace je formován překážkami, které mohou být přírodní (např. vodní toky) nebo umělé (např. různé stavby vytvořené lidmi). Skupina migrantů zpravidla hledá prostředí podobné tomu, ve kterém původně žila. Tedy například člověk pracující jako pastýř bude vyhledávat pastviny, kde bude moci vykonávat svoji práci jako dříve. Pokud to však není možné je migrující skupina vystavena podstatné změně stylu svého života. Migranti, kteří odejdou ze svých domovů, aniž by si stanovili konkrétní cíl své cesty, jsou nazýváni putující lidé. Konečným místem tohoto putování mohou být oblasti velmi vzdálené od jejich původního sídla. 

### Národní a mezinárodní migrace
Migraci je možné rozdělit na národní a mezinárodní.
Národní migrace neboli také vnitřní znamená migraci, která probíhá v rámci státu. Migrant tedy přesídluje v daném státě, aniž by překročil jeho hranice. Je jím tedy například člověk, který se rozhodl přestěhovat do přilehlé vesnice nebo na druhou stranu České republiky. Tento člověk není vystaven kulturnímu šoku, jelikož jsou regiony z tohoto hlediska vcelku stejné. Z hlediska jazyka může dojít k odlišnostem, kterým by však člověk v kontextu měl rozumět.
Na rozdíl od toho mezinárodní neboli vnější migrace představuje migraci, která probíhá napříč státy. Migrantem je vnímán i například člověk, který se přestěhoval z České republiky na Slovensko nebo z Českého Těšína do polského města Ciezsyn. I přes blízké kulturní prostředí se jedná o migraci mezinárodní.

### Legální a nelegální migrace
Migraci je možné podle legislativy dané země dělit na legální a nelegální. Legální migrace je regulována a kontrolována zemí, do které migranti směřují. Nelegální migrace představuje přistěhovalectví, které není regulováno a kontrolováno vybranou zemí.
Nelegální migrace rozlišuje 6 skupin migrantů podle typu vstupu, pobytu a vykonávané práce. V první skupině migrant legálně vstoupil na území daného státu a zajistil si v něm legální pobyt; pracuje v něm ale nelegálně (není úředně zaznamenán na určitém pracovním místě nebo nedisponuje pobytem s výslovným povolením k práci). V druhé skupině migrant legálně vstoupil na území státu, pracuje zde, ale jeho pobyt již není legální. K tomu může dojít například tehdy, pokud si neprodloužil vízum a v dané chvíli se na území státu nachází nelegálně, tedy oficiálně ani pracovat. V třetí skupině migrant legálně vstoupil, ale nemá již platný legální pobyt, i když nevykonává žádnou práci. Ve čtvrté skupině migrant nelegálně vstoupi na území státu, nedisponuje legálním pobytem a také pracuje nelegálně. V páté skupině je migrant stejný jako ve čtvrté (tedy nelegální vstup, nelegální pobyt i nelegální práce), ale k tomu navíc není ani ekonomicky aktivním člověkem. V šesté skupině se ocitne migrant, který provedl nelegálně vstoupil a také nelegálně pracuje, jeho pobyt je legální, například z důvodu sňatku.

### Dočasná a trvalá migrace
Podle času můžeme migraci rozdělit na dočasnou a trvalou. Dočasná migrace představuje přesídlení s určitým účelem, u které však migrant předpokládá, že se navrátí zpět do své domovské země. Dočasná migrace nemá žádnou obecnou definici, proto ji může každá země formulovat jinak.
Naproti tomu trvalá migrace představuje přesídlení, u kterého se migrant usadí a dlouhodobě přetrvává v nové zemi. To znamená, že se do své domovské země již nevrátí.

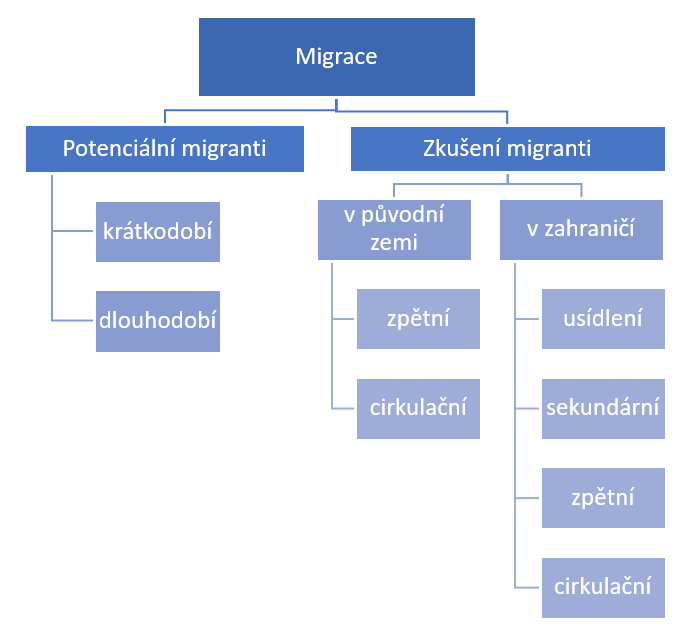
Rozdělení migrace podle zkušeností migrantů

### Migrace podle zkušeností migrantů
Migrace je z tohoto hlediska dělena na potenciální migranty a zkušené migranty.
Potenciální migranti představují skupinu lidí, kteří si prozatím jen přejí odejít ze svého domova. Tuto část lidí lze dále dělit na krátkodobé a dlouhodobé potenciální migranty. Krátkodobá skupina hodlá odejít za hranice na kratší dobu než 1 rok a dlouhodobá skupina potenciálních migrantů na dobu delší než 1 rok.
Zkušené migranty lze dělit podle aktuálního místa pobytu. Tu část zkušených migrantů, která se současně nachází v původní zemi, je možné dále dělit na zpětné a cirkulační migranty. Zpětní migranti zamýšlejí v jejich původní domovské zemi zůstat, naproti tomu cirkulační hodlají v budoucnu znovu odejít do zahraničí. Tu část zkušených migrantů, která se aktuálně nachází v zahraničí, lze dále dělit na usídlené, sekundární, a opět zpětné a cirkulační. Usídlení migranti se rozhodli v zemi, do které se původně přesídlili zůstat natrvalo. Sekundární migranti naproti tomu nezůstávají v této zemi, ale odcházejí do jiné nové země. Zpětní migranti v zahraničí se naopak vracejí do původní domovské země a cirkulační migranti přejíždějí mezi domovskou a zahraniční zemí, tedy žijí zároveň v obou těchto zemích.

### Migrace z hlediska kvalifikace
Z hlediska kvalifikace lze rozdělit migraci s vysokou a nízkou kvalifikací. Vysoce kvalifikovaná migrace představuje přesídlení lidí se vzděláním na vysokoškolské úrovni nebo se značnými zkušenostmi z praxe, případně s obojím. Mezi negativní efekty vysoce kvalifikované migrace patří například náklady na vzdělávání přistěhovalců, a naopak mezi pozitivní efekty patří zejména růst lidského kapitálu a ekonomického rozvoje. Jedním z měřítek pro zařazení do konkrétní kvalifikované skupiny může být například určité rozpětí platu migranta. Pod migrací s vysokou kvalifikací si lze představit například odchod nebo příchod lékařů do jiných zemí.
Naproti tomu nízce kvalifikovaná migrace znamená přesídlení lidí, kteří vykonávají zaměstnání, u něhož není nutné vysokoškolské vzdělání ani značné zkušenosti z praxe. Hlavním pozitivem tohoto druhu migrace je ušetření nákladů zaměstnavatelů. K nízko kvalifikované migraci dochází zejména ve oborech stavebnictví nebo zemědělství, ve kterých je jim zajištěno ubytování například rovnou u místa práce, tedy na stavbách nebo polích. U žen je také zvýšená náchylnost k provádění nelegálních sexuálních prací. Tím pádem mohou být migranti vystaveni nevhodným životním podmínkám, odloučení atd.

## Migranti
Pro pojem migrant neexistuje v oblasti mezinárodního práva žádná universální definice, používá se ovšem jako označení zastřešující všechny osoby, které se přesouvají z jednoho místa na druhé a to bez ohledu na to, jaké je jejich právní postavení vůči hostitelské zemi, v níž se dočasně či trvale usazují. Podle Úřadu vysokého komisaře OSN pro lidská práva (OHCHR) může být za migranta považována ta osoba, která odešla ze své rodné země, tedy žije v hostitelské zemi, jejíž není občanem. Tato definice je užívána v rámci mezinárodní migrace, tedy přesunu z jedné země do druhé, nicméně za migranta může být považován i člověk, který migruje uvnitř státu, tedy může se jednat o migraci vnitrostátní.
Podrobnější popis tohoto pojmu tlumočí v jedné ze svých příruček o migraci i Sdružení pro integraci a migraci, které se odkazuje na definice Zvláštního zmocněnce OSN pro migraci. Ten definuje migranty jako:
1. Osoby, které se nachází za hranicemi své rodné země, čili nepodléhají její právní ochraně a nacházejí se na území jiného státu,
2. Osoby, které v hostitelské zemi nepožívají stejných práv, jako její občané, naturalizované osoby či osoby s mezinárodní ochranou,
3. Osoby, na které se nevztahuje ochrana jejich práv na základě diplomatických či jiných dohod.

### Rozdíl mezi migrantem a uprchlíkem
V některých kontextech se může pojem migrant používat jako obecný výraz pro migrující osoby i pro uprchlíky, často pak ale dochází ke zmatení a záměně těchto pojmů. Migraci se z tohoto pohledu dělí na dva typy: dobrovolnou migraci, která spočívá ve svobodném rozhodnutí přesunout se z jednoho místa na druhé, a nedobrovolnou (nucenou) migraci, kdy je migrant nucen opustit svou rodnou zemi na základě nedobrovolných důvodů (válka, politicky motivované pronásledování, humanitární katastrofy atd.) Za migranty jsou v tomto případě považovány ty osoby, které se rozhodly do jiné země migrovat dobrovolně, tedy za účelem zlepšení kvality svého života, sloučení rodiny, vzdělání, práce a dalších podobných důvodů, nikoliv z důvodu přímého ohrožení na životě, tzn. že jim nic nebrání se bezpečně vrátit do své země původu.
Uprchlík je pojem, který se vztahuje k osobám zvlášť definovaným a chráněným mezinárodním právem, jelikož se ze své země původu migrují kvůli obavám z pronásledování (z náboženských, politických, rasových důvodů či z důvodu příslušnosti k určitým společenským vrstvám či menšinám) či válečnému konfliktu, které vážně narušily jejich život a uplatňování lidských práv v zemi původu. Jejich situace je často tak nebezpečná a nesnesitelná, že překročí státní hranice a hledají bezpečí v okolních zemích, čímž se stávají mezinárodně uznanými „uprchlíky“, kteří mohou žádat o mezinárodní ochranu. Status uprchlíka a žadatele o mezinárodní ochranu získávají právě proto, že na rozdíl od „běžných“ migrantů by byl jejich návrat domů příliš nebezpečný a jejich země původu jim nedokáže zajistit adekvátní ochranu, tudíž mají právo hledat bezpečné útočiště někde jinde, v souladu s tamějšími právními předpisy.

### Zranitelné skupiny
Migrující osoby jsou obecně v rámci rozhodování o migraci, při procesu přesídlení a následném začleňování do hostitelské společnosti vystaveni specifickým rizikům a vícečetnému znevýhodnění, které se váže na kombinaci dvou a více charakteristik (např. pohlaví, rasa, etnicita, věk a další). Některé skupiny migrujících jsou ovšem vůči těmto rizikům zranitelnější a citlivější než jiné. Jedny z nejzranitelnějších skupin tvoří ženy a dívky, děti, sexuální, etnické a náboženské menšiny, senioři či lidé s handicapem, jelikož nejvíce podléhají porušování základních lidských práv a hrozí jim nebezpečí obchodu s lidmi, pašování, špatného zacházení a vykořisťování, sexuálního a genderově podmíněného násilí a dalších. Zranitelné situace, kterým migrující osoby čelí, mohou vyplývat z řady faktorů, které se často prolínají, koexistují současně, vzájemně se ovlivňují a zhoršují situaci dané osoby.